# Черниця (Золочівський район)
Черни́ця — село в Україні, у Підкамінській селищній громаді Золочівського району Львівської області. Колишній орган місцевого самоврядування — Черницька сільська рада. Населення становить 741 особа.

## Географія
Населений пункт розташований обабіч траси Броди — Підкамінь, за 120 км від обласного центру, 56 км від районного центру та 11 км від адміністративного центру селищної громади. За 20 км знаходиться найближча залізнична станція Броди.

## Населення
У 1931 році у селі мешкало 2324 особи. За даними всеукраїнського перепису населення 2001 року у селі мешкала 741 особа.
Мова
Розподіл населення за рідною мовою за даними перепису 2001 року був наступним:
| українська | 741 | 100,0 |

## Історія
Перша згадка про село датується 1515 роком.
У 1552 році власниками села були Фредруш Гербурт та подільський воєвода Марцін Кам'янецький. У 1661 році село перебувало у власності Александра Конецпольського, сандомирського воєводи. 
За часів Другої Речі Посполитої в Черниці було відкрито рільничий ліцей — єдину фахову школу на українських землях на той час.
У 1931 році в селі було 421 двір, мешкало 2324 особи.
Упродовж тривалого часу населення Черниці відзначалося надзвичайно високою національною активністю. На початку 1943 року у довколишніх лісах формувались відділи Української Національної Самооборони. На Бродівщині у 1940-х—1950-х роках побутував афоризм: «Боратин-Черниця — бандерівська столиця». Понад 50 місцевих мешканців загинули в лавах УПА.
1946 року в Черниці був утворений колгосп. Наприкінці 1946 року винищувальний підрозділ НКВС з Бродів, чисельністю 12 осіб, влаштував облаву на повстанців поблизу хутора Москалі. Під час облави виявили криївку, у якій було двоє повстанців. Попередньо замінована криївка була підірвана повстанцями. Обидва повстанці отримали легкі поранення, але врятувалися втечею. Серед «стрибків» був один вбитий та один поранений. Через ці події НКВС заарештували на хуторі дев'ятьох місцевих мешканців та звинуватили їх у тому, що вони знали про існування повстанських криївок, але не донесли цієї інформації у район.
3 січня 1947 року в селі відбувся передвиборчий мітинг, на якому більшовики агітували за кандидатуру Мирона Олексюка, уродженця Поникви, котрий на той час був головою виконавчого комітету Бродівської районної ради депутатів трудящих.
18—19 січня 1950 року в Черниці на хуторі Вихристи, ввечері оперативник оперативна група РО МДБ чисельністю 18 осіб на чолі з капітаном МДБ Іваницею зробили засідку, на яку натрапило троє повстанців — Зозуля, Ромко і Заяць. Коли повстанці переходили через подвір'я Серватнюк Юлії, то натрапили на капітана Іваницю, що виходив з хати. В тому часі Ромко пустив автоматну чергу, якою вбив Іваницю. Повстанець Зозуля важко поранив сержанта. Тим часом стрибки оточили повстанців і у нерівному бою всі троє загинули.
10 березня 1950 року по селах цілого терену були розквартировані агітаційні групи МДБ чисельністю до 6 осіб на село, які готували населення до виборів. Вибори, які відбулися 12 березня 1950 року, проходили в такий спосіб: розпочавши з ночі, учасники агітаційних груп вже почали стукати у вікна, аби селяни йшли голосувати, однак селяни не квапились, а коли почали йти голосувати, то, наприклад, одна людина з хати могла голосувати за всю родину. Всіх, хто мав право голосу повинні були голосувати в с. Черниці Підкамінського району, налічувалось 956, проголосувало 350 осіб і на 10 годину ранку вибори закінчилися, а урна з бюлетенями відвезена у район.

## Пам'ятки, визначні місця
- Церква святої Параскеви, споруджена у 1830 році. Кам'яна псевдоготична церква розташована в центрі села на бічній вулиці[12].
- Пам'ятник генералу-чотарю УГА Мирону Тарнавському, урочисто відкритий у вересні 2007 року.
- Кімната-музей Мирона Тарнавського в приміщені сільської ради.
- Триніг (Скеля Кам'яний Триніг) — комплексна пам'ятка природи і геологічна пам'ятка місцевого значення, розташована на південний захід від села Черниця і за 3 км на південний схід від села Переліски.

Пам'ятник Мирону Тарнавському
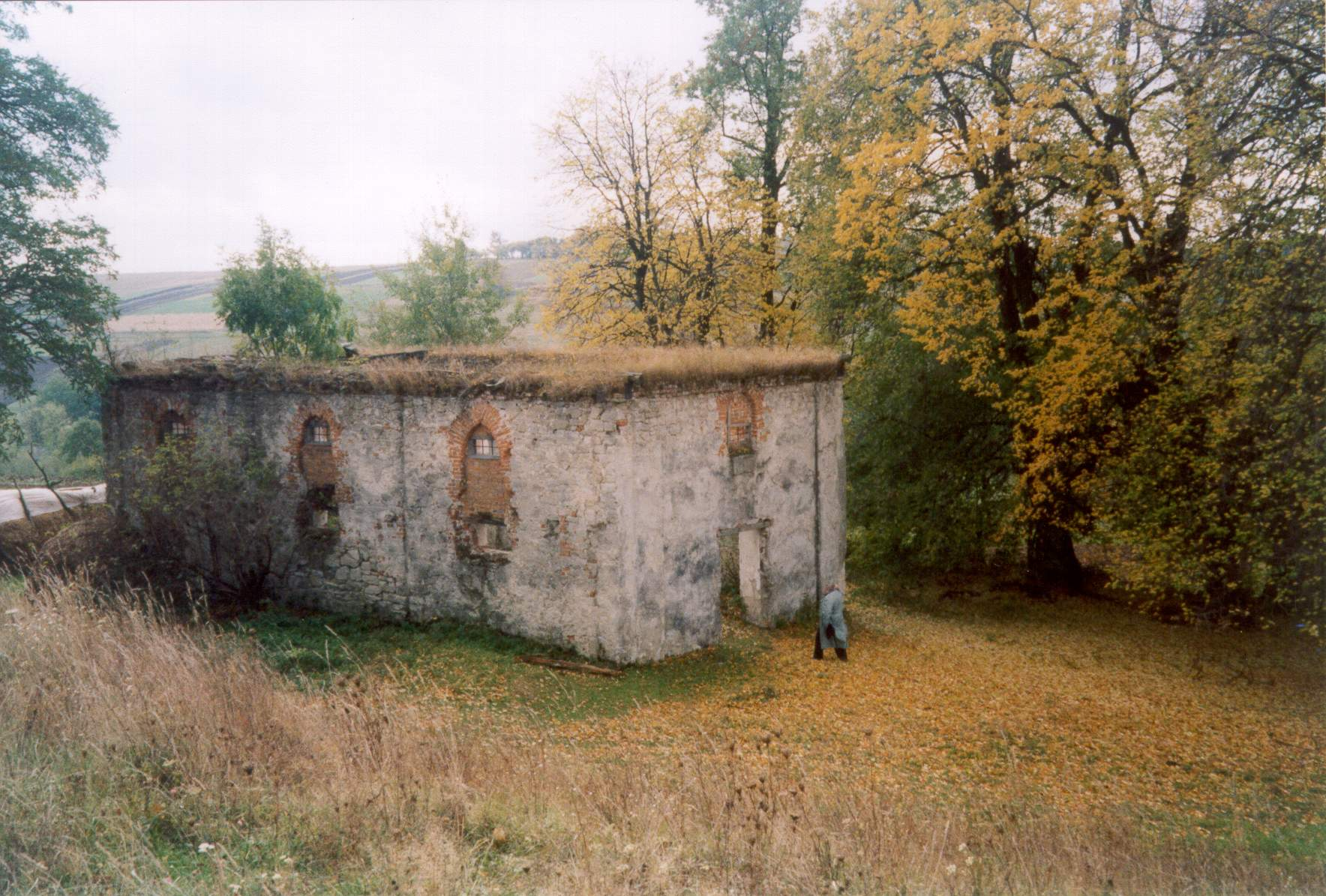
Руїни костелу

## Відомі люди
- тут провів останніх 17 років свого життя (1921—1938) та помер генерал Української Галицької Армії Мирон Тарнавський.
- тут у 1913 році народився відомий громадський діяч, пластун Андрій Турчин.